# Бобојешти (Горж)
Бобојешти (рум. Boboiești) насеље је у Румунији у округу Горж у општини Чуперчени. Oпштина се налази на надморској висини од 238 m.

## Становништво
Према подацима из 2002. године у насељу је живело 74 становника, од којих су сви румунске националности.